# Rio Bulba
O Rio Bulba é um rio da Romênia afluente do Rio Motru, localizado no distrito de Mehedinţi.